# Cyrtodactylus stresemanni
Espèce
Cyrtodactylus stresemanni est une espèce de geckos de la famille des Gekkonidae.

## Répartition
Cette espèce est endémique du Perak en Malaisie.

## Étymologie
Cette espèce est nommée en l'honneur d'Erwin Stresemann.

## Publication originale
- Rösler & Glaw, 2008 : A new species of Cyrtodactylus Gray, 1827 (Squamata: Gekkonidae) from Malaysia including a literature survey of mensural and meristic data in the genus. Zootaxa, n. 1729, p. 8–22.